# 坂本賢三
坂本 賢三（さかもと けんぞう、1931年3月16日 - 1991年1月9日）は、日本の科学史家、哲学者。哲学・科学史・技術史を専攻。

## 来歴
兵庫県神戸市に生まれる。1953年大阪大学理学部物理学科卒業。同大学院文学研究科（哲学）博士課程中退。
1960年大阪経済大学講師、1962年桃山学院大学講師、1964年助教授、1968年教授、1974年神戸商船大学教授、1986年千葉大学教授となる。在任中の1991年1月19日、直腸癌のため死去。

## 著書
- 技術論序説 上巻 合同出版 1965
- 機械の現象学 岩波書店 1975 (哲学叢書)
- 現代科学をどうとらえるか  1978.1 (講談社現代新書)
- 人類の知的遺産 30 ベーコン 講談社 1981.4
- 「分ける」こと「わかる」こと 1982.4 (講談社現代新書) のち学術文庫
- 科学思想史 1984.9 (岩波全書)
- 先端技術のゆくえ 1987.1 (岩波新書)

## 翻訳
- 革命の戦略 アンドレ・グリュックスマン 雄渾社 1969
- ことばと波 コミュニケーションの歴史と科学 A.H.W.ベック 平凡社 1972 (世界大学選書)
- 中世の産業革命 J.ギャンペル 岩波書店 1978.12
- 技術の歴史 13 T.I.ウイリアムズ 筑摩書房 1981.5
- 現代の哲学 1 ポール・リクール 岩波書店 1982.2
- 航海術の歴史 H.-C.フライエスレーベン 岩波書店 1983.5
- 二〇世紀技術文化史 トレヴァー・I.ウイリアムズ 中岡哲郎と監訳 筑摩書房 1987.1